# Cannizzaro-reakció
A felfedezőjéről, Stanislao Cannizzaroról elnevezett Cannizzaro-reakció olyan szerves kémiai reakció, melynek során egy alfa-hidrogént nem tartalmazó aldehid báziskatalízis hatására diszproporcionálódik. Cannizzaro ezt az átalakítást elsőként 1853-ban hajtotta végre, amikor is benzaldehidet hamuzsírral (kálium-karbonáttal) kezelve benzil-alkoholt és benzoesavat kapott.
A reakció oxidációs terméke karbonsav, a redukciós termék pedig alkohol. Azok az aldehidek, melyekben a karbonil szénatom melletti (alfa) szénatomhoz hidrogén kapcsolódik, azaz szerkezetük RCHR'CHO, a preferált reakció az aldolkondenzáció, amit ennek a hidrogénnek proton formájában történő távozása indít meg. A reakcióról összefoglaló cikkeket is publikáltak.

## Reakciómechanizmus
Az első reakciólépés a bázisnak (például hidroxidanionnak) az aldehid karbonil szénatomjára történő nukleofil addíciója. A keletkező alkoxid deprotonálódik, így kétszeresen negatív töltésű ion (dianion) képződik, melynek neve Cannizzaro-intermedier. Ennek képződéséhez erősen bázisos környezet szükséges. A reakció diszproporció. A redukció során alkoholok, míg az oxidáció során karbonsavsók keletkeznek.
Aldehiddel mindkét intermedier hidrid-transzfer (H−) reakcióban reagálhat tovább. A C−H kötés hidrid jellegét erősíti az alfa-helyzetű oxigénanion elektronküldő jellege. A hidridanion-vándorlás egyszerre hoz létre alkoxidaniont (RCH2O−) és karbonsavat, mely deprotonálódással gyorsan karboxiláttá alakul. A Cannizzaro-intermedier hidrid jellegének további bizonyítéka, hogy vízzel reagálva belőle H2 képződik.
Csak azok az aldehidek adják a Cannizzaro-reakciót, melyekből nem keletkezhet enolátion. Az aldehid nem rendelkezhet enolizációra képes protonnal. Azok aldehidek, melyek a reakciót elősegítő bázikus körülmények között enoláttá tudnak átalakulni, aldolkondenzációs reakcióba lépnek. A Cannizzaro-reakciót mutató aldehidek közé tartozik például a formaldehid és az aromás aldehidek, mint például a benzaldehid.

## Változatai
Speciális eset a „vegyes” vagy „keresztezett” Cannizzaro-reakció. Ma már ez a változat az elterjedtebb, mivel az eredeti Cannizzaro-reakció alkohol és karbonsav keverékét szolgáltatja. Formaldehid jelenlétében például bármilyen alfa-hidrogént nem tartalmazó aldehid redukálható. A formaldehid hangyasavvá oxidálódik, míg jó hozammal a megfelelő alkohol keletkezik, bár az atomhatékonyság így is alacsony.

## Alkalmazási köre
Beszámoltak oldószermentes reakcióról, melynek során 2-klórbenzaldehidet és kálium-hidroxidot kevertek össze dörzsmozsárban:

## Fordítás
Ez a szócikk részben vagy egészben a Cannizzaro reaction című angol Wikipédia-szócikk ezen változatának fordításán alapul.  Az eredeti cikk szerkesztőit annak laptörténete sorolja fel. Ez a jelzés csupán a megfogalmazás eredetét és a szerzői jogokat jelzi, nem szolgál a cikkben szereplő információk forrásmegjelöléseként.